# Семейство Эолии
Семейство Эолии — небольшое семейство астероидов, расположенное в главном поясе. Семейство названо в честь первого астероида, классифицированного в эту группу — (396) Эолия.

## Крупнейшие астероиды этого семейства
| Имя         | Диаметр | Большая полуось | Наклонение орбиты | Эксцентриситет орбиты | Год открытия |
| ----------- | ------- | --------------- | ----------------- | --------------------- | ------------ |
| (396) Эолия | 34,1 км | 2,743 а. е.     | 2,544 °           | 0,159                 | 1894         |